# Хамид Мирза
Хамид Мирза (23 апреля 1918, Тебриз — 5 мая 1988, Лондон) — глава и предполагаемый наследник династии Каджаров, бывшей правящей династии Ирана, и сын последнего наследного принца Ирана Каджаров.

## Биография
Родился в Тебризе в семье наследного принца Мохаммада Хасана Мирзы и его второй жены Мохтарам Раззаги. Его ранние годы прошли во дворце Голестан, пока отец в возрасте 4 лет не отправил его учиться в Англию. По пути в Англию он посетил своего деда Мохаммада Али Шаха Каджара в Стамбуле. Его дед отрекся от престола в 1909 году после иранской конституционной революции. Он не поехал в Англию, так как его дедушка считал, что он слишком мал для поездки. Вместо этого он жил со своим дедом: сначала в Стамбуле, а затем в Сан-Ремо, Италия, где его дед умер 5 апреля 1925 года. После смерти деда Хамид Мирза и его старший брат Хоссейн Мирза переехали на год в Париж. Когда династия Каджаров была свергнута в 1925 году, Хамид Мирза и его брат переехали в Англию вместе со своим отцом. Его брат Хосейн впоследствии эмигрировал в Канаду и работал архитектором в Торонто.
В 1934 году Хамид Мирза поступил в Темзский морской учебный колледж на борту HMS Worcester в Гринхите. В 1936 году он получил диплом мореплавателя и поступил кадетом в Royal Mail Steam Packet Company. После трех лет работы в Royal Mail Хамид Мирза ушел в Mobil Oil.
Когда началась Вторая мировая война, Хамид Мирза попытался вступить в Королевский флот, но его не приняли. В конце концов его приняли на флот в 1942 году. Он служил младшим лейтенантом на кораблях HMS Duke of York и HMS Wild Goose. Министр иностранных дел Энтони Иден попросил его принять британское имя для своей службы из-за возможных политических или дипломатических осложнений. Во время своей военно-морской службы он использовал имя «Дэвид Драммонд». Имя было выбрано частично в честь Дэвида, сына его друга Ричарда Тезигера, а частично в честь персонажа «Бульдог Драммонд». Хамид Мирза утверждал, что это имя просто взято из телефонной книги.
Во время войны между британским правительством и Хамидом Мирзой и его отцом велись дискуссии о возможном восстановлении династии Каджаров, поскольку Реза-шах был свергнут. Хамид Мирза и его отец оба были кандидатами на престол. Но Хамида Мирзу всерьез не рассматривали, так как он с шести лет жил в Англии и не говорил по-персидски.
После войны Хамид Мирза вернулся в Mobil Oil. В 1957 году он вернулся в Иран впервые с тех пор, как уехал из страны в четырехлетнем возрасте, заняв должность в Тегеране. Во время пребывания в Иране он дважды арестовывался САВАК. Он покинул Иран в 1971 году, чтобы вернуться в Лондон.
Он стал главой и предполагаемым наследником династии Каджаров после смерти своего двоюродного брата Ферейдуна Мирзы 24 сентября 1975 года. После его смерти 5 мая 1988 года в Лондоне его сын Мохаммад Хасан Мирза II стал предполагаемым наследником династии Каджаров, в то время как его новым главой династии стал дядя Махмуд Мирза.